# Los "bomberos"
Los "bomberos" es una historieta serializada entre 1978 y 1979 del dibujante de cómics español Francisco Ibáñez protagonizada por Mortadelo y Filemón. 

## Sinopsis
Mortadelo y Filemón se enfrentan a una banda de gamberros, quienes para realizar sus fechorías utilizan bombas de toda clase.